# 西固杜鹃
西固杜鹃（学名：Rhododendron xiguense）为杜鹃花科杜鹃花属下的一个种。

## 扩展阅读
- 維基物種上的相關：西固杜鹃